# Agatha Christie's Poirot

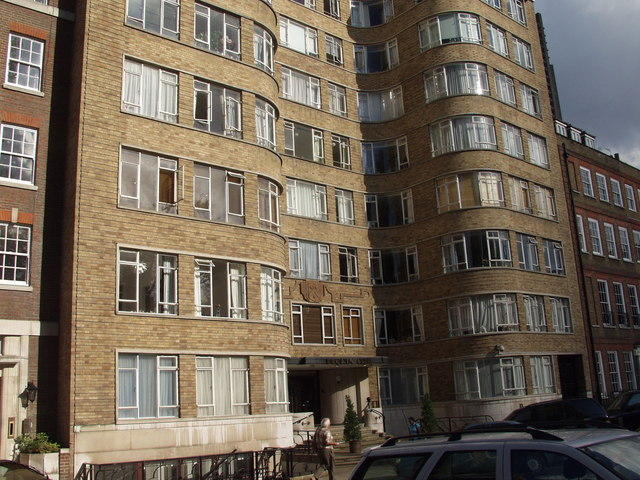
Dit appartementencomplex in art deco, genaamd Florin's Court, aan Charterhouse Square is de filmlocatie van Poirots flat "Whitehaven Mansions"

Agatha Christie's Poirot is een Engelse misdaadserie die vanaf 1989 tot 2013 op de Engelse televisie werd uitgezonden, met David Suchet als de Belgische privédetective Hercule Poirot in de hoofdrol. In Nederland is de serie gedeeltelijk uitgezonden door de KRO en gedeeltelijk door RTL 8; in België door de VRT.

## Verhaal
Als de Duitsers in 1914 België binnenvallen krijgt de burgerbevolking het hard te verduren. Veel Belgische burgers vluchten naar het neutrale Nederland of naar Engeland. Een van hen is Hercule Poirot, een oud-politieman. Poirot wordt liefderijk opgevangen in Styles St. Mary in Engeland en ontwikkelt een affectie voor zijn nieuwe vaderland. Na de oorlog vestigt hij zich als privédetective in Londen, in een flat in Whitehaven Mansions. Hij werkt samen met de voormalige Britse legerofficier Captain Arthur Hastings en zijn secretaresse Miss Lemon. Als Hastings na een aantal jaren trouwt en emigreert naar Argentinië, trekt Poirot zich terug op het platteland. Hij blijft echter betrokken bij het oplossen van misdaden en al spoedig hij terug naar Londen en Whitehaven Mansions.

## Hercule Poirot
Poirot is een bijzonder man die zijn zaken oplost met wat hij noemt zijn 'kleine grijze hersencelletjes'. Hij is een methodisch man die het liefst eerst alle feiten hoort en vervolgens gaat nadenken over de oplossing van de talloze moordzaken waar hij bij betrokken raakt. Het liefst doet hij dat terwijl hij allerlei kaartenhuizen bouwt. Poirot is erg netjes op zichzelf en kan gruwen van een vlek op zijn das of niet symmetrisch geknipte bakkebaarden. Zijn huis is ingericht met moderne meubels, liefst in strakke lijnen. Poirot haat onregelmatigheid. Niets kan hem bozer maken dan kippeneieren die ongelijk zijn. Hoewel Poirot uitstekend Engels spreekt, heeft hij een Belgisch accent en gebruikt regelmatig Franse woorden. De chauvinistische Britten zien hem daardoor altijd als een 'buitenlander'. Poirot corrigeert altijd zijn gesprekspartners die hem Frans noemen, met een afgemeten 'Belgian' (Belg). Het temperament van Poirot verraadt zijn Belgische afkomst. Hoewel hij erg beminnelijk en charmant kan zijn, valt hij soms uit in een ongecontroleerde driftbui.

## David Suchet
Agatha Christie had zelf een haat-liefdeverhouding met haar beroemde speurneus. Ze heeft verreweg haar meeste boeken geschreven met Poirot in de hoofdrol, maar ze voelde zich soms erg beperkt door het personage dat ze zelf verzonnen had. De vele tics van Poirot, zijn snor, zijn eivormige hoofd, het moest allemaal terugkeren in de boeken. Christie had dan ook een goed beeld van haar detective en ze was over het algemeen weinig ingenomen met de vele vertolkers van Poirot. Zo was ze totaal niet gecharmeerd van Albert Finney die Poirot speelde in de verfilming van Murder on the Orient Express. Toen er halverwege de jaren tachtig werd gezocht naar een vertolker van Poirot was het een familielid van Christie die een suggestie deed. De dochter van Agatha Christie, Rosalind Hicks, had ene David Suchet gezien in Blott on the Landscape, een televisiedrama uit 1985. Rosalind zag in Suchet de ideale vertolker van Poirot. Suchet zei ja en bereidde zich grondig voor op de rol. Hij las alle romans en korte verhalen waar de Belgische detective in voor komt en maakte aantekeningen over diens eigenaardigheden, tics en uiterlijke verschijning. Vervolgens verwerkte hij al die zaken in de opbouw van het personage. Suchets inspanningen werden beloond. Critici en kijkers riepen hem uit tot de definitieve Poirot. Het enige kritiekpunt was de snor van Poirot. In het boek heeft de snor van de detective bijna mythische proporties en moest in het idee van Christie gigantisch zijn. De makers kozen voor een eleganter model.
Being Poirot is een 50-minuten durende BBC-documentaire (2014) waarin David Suchet het personage Hercule Poirot en de wijze waarop hij deze rol interpreteerde neerzette. De documentaire werd uitgezonden als de laatste episode Curtain.

## Productie
De serie speelt zich af in de jaren dertig van de twintigste eeuw. Zo hebben de makers van de serie consequent gekozen voor een bepaald tijdsperiode. Christie zelf creëerde Poirot in 1920. Poirot was toen al gepensioneerd als chef van de Belgische politie: een oudere man. Het was niet de bedoeling dat Poirot lang zou meegaan. Christie schreef in 1940 zelfs een roman over zijn dood onder de titel Curtain. Ze hield het boek echter in de kluis tot 1975 en bleef na de oorlog detectives schrijven met Poirot in de hoofdrol. De detective zou dan in 1975 al zo'n 125 jaar moeten zijn. Bovendien werd Poirot een anachronisme. Hij bleef met zijn slobkousen, hoed en dandysnor rustig in de woelige jaren zestig doorgaan met speuren.
De makers van de serie wilden deze fouten niet maken. Zij kozen dus voor een tijdspanne die realistisch is en lieten vrijwel alle Poirotafleveringen in de jaren dertig spelen. Dat betekende wel dat de plot van een aantal boeken voor de televisiebewerking aangepast moest worden. Zo komt in Taken by the Flood Gordon Cloade om tijdens een bombardement van de Luftwaffe. In de televisiebewerking is dat veranderd in een gasexplosie. De makers van de serie wijken overigens wel vaker af van de boeken. Zo zijn de verfilmingen van de korte verhalen vaak uitgebreid met allerlei zaken die in de boeken niet voorkomen. Zo wordt de plot van The Lost Mine uitgebreid met inspecteur Japp die verdachten laat achtervolgen met behulp van een plotroom die zo lijkt weggelopen uit de Battle of Britain, terwijl in The Adventure of the Cheap Flat een complete subplot wordt bedacht met FBI-agenten, nachtclubs, maffia en spionage. Meestal zijn de toevoegingen komisch, zoals Poirot die Monopoly speelt met Hastings en niet tegen zijn verlies kan. In de latere afleveringen van de serie kwam er meer kritiek op de aanpassingen van de plot. In Five Little Pigs en Cards on the Table wordt er zonder een goede reden een subplot toegevoegd waarin homoseksualiteit een rol speelt. In Cards on the Table zijn ook Colonel Race en Chief-inspector Battle vervangen door meer anonieme politiemensen. De makers probeerden ook om een aparte sfeer te creëren. Zo worden de locaties zorgvuldig gekozen en gebruikt men meestal huizen met rechte, strakke en moderne vormen, die passen bij het wereldbeeld van Poirot.

## Achtergrond
De serie begon onder de naam 'Poirot' en startte met de verfilming van de korte verhalen rond de Belg. De episodes duren 50 minuten en hebben hier en daar een lichter en soms zelfs humoristisch karakter. Behalve Poirot zien we Arthur Hastings, Miss Lemon en Detective Chief-Inspector Japp regelmatig terugkeren. Tussen 1989 en 2001 worden alle korte verhalen verfilmd, evenals een eerste reeks romans (o.a Peril at End House, ABC Murders, Death in the clouds, One two buckle my shoe en Mysterious Affair at Styles). Daarna verandert de serie van karakter. De lichtvoetigheid verdwijnt, evenals Hastings en Miss Lemon. Ook de begintune en de leader verdwijnen. Vanaf 2003 krijgt de serie een meer serieuze ondertoon en in 2004 verandert ook de titel in Agatha Christie's Poirot. De afleveringen gaan van vijftig naar negentig minuten en er komen nieuwe personages bij, zoals Mrs. Oliver en de bediende van Poirot, George. Ook werd bekend dat David Suchet graag alle boeken en verhalen van Poirot voor televisie bewerkt wil zien met hem in de hoofdrol.

## Dvd
In Nederland was Memphis Bell verantwoordelijk voor de eerste drie seizoenen. Omdat Memphis Bell de rechten niet kon verwerven, verscheen A Mysterious Affair at Styles niet op de dvd van seizoen 2. Ook Dutch Film Works, die de serierechten overnam, kreeg die rechten niet.

## Rolverdeling
| Acteur         | Personage       | Functie                                                                         | Seizoen  | Seizoen  | Seizoen  | Seizoen  | Seizoen  | Seizoen  | Seizoen  | Seizoen  | Seizoen  | Seizoen  | Seizoen  | Seizoen  | Seizoen  |
| Acteur         | Personage       | Functie                                                                         | 1        | 2        | 3        | 4        | 5        | 6        | 7        | 8        | 9        | 10       | 11       | 12       | 13       |
| -------------- | --------------- | ------------------------------------------------------------------------------- | -------- | -------- | -------- | -------- | -------- | -------- | -------- | -------- | -------- | -------- | -------- | -------- | -------- |
| David Suchet   | Hercule Poirot  | Detective, hoofdpersonage boeken Agatha Christie                                | Hoofdrol | Hoofdrol | Hoofdrol | Hoofdrol | Hoofdrol | Hoofdrol | Hoofdrol | Hoofdrol | Hoofdrol | Hoofdrol | Hoofdrol | Hoofdrol | Hoofdrol |
| Hugh Fraser    | Arthur Hastings | Captain OBE, assistent Poirot, bijpersonage boeken Agatha Christie              | Hoofdrol | Hoofdrol | Hoofdrol | Hoofdrol | Hoofdrol | Hoofdrol | Hoofdrol | Hoofdrol |          |          |          |          | Hoofdrol |
| Pauline Moran  | Felicity Lemon  | Secretaresse Poirot, bijpersonage boeken Agatha Christie                        | Hoofdrol | Hoofdrol | Hoofdrol |          |          | Hoofdrol | Hoofdrol | Hoofdrol |          |          |          |          | Hoofdrol |
| Philip Jackson | James Japp      | Chief Inspector of Scotland Yard, bijpersonage boeken Agatha Christie           | Hoofdrol | Hoofdrol | Hoofdrol | Hoofdrol | Hoofdrol | Hoofdrol | Hoofdrol | Hoofdrol |          |          |          |          | Hoofdrol |
| Zoë Wanamaker  | Ariadne Oliver  | Detectiveschrijfster, assistent van Poirot, bijpersonage boeken Agatha Christie |          |          |          |          |          |          |          |          |          | Hoofdrol | Hoofdrol | Hoofdrol | Hoofdrol |
| David Yelland  | George          | Huisknecht, bijpersonage boeken Agatha Christie                                 |          |          |          |          |          |          |          |          |          | Hoofdrol | Hoofdrol | Hoofdrol | Hoofdrol |